# Jean des Prés
Jean des Prés (mort le 6 octobre 1417 à Paris) était un notable français, probablement de Senlis, actif durant la guerre civile entre Armagnacs et Bourguignons. Soutenant la cause bourguignonne sous Jean sans Peur, il joua un rôle clé dans le soulèvement populaire de Senlis en septembre 1417, incitant le peuple à se révolter contre la garnison armagnaque dirigée par Robert d'Esnes. Capturé plus tard par les Armagnacs alors qu’il portait un message pour le duc de Bourgogne, il fut exécuté par décapitation à Paris pour trahison.

## Biographie
Les informations sur Jean des Prés sont limitées et principalement tirées de chroniques contemporaines, ce qui rend son identité et son rôle précis difficiles à établir avec certitude. Il est décrit comme un notable de Senlis, probablement un bourgeois influent, et un partisan du duc de Bourgogne, Jean sans Peur, dans le contexte de la guerre civile entre Armagnacs et Bourguignons.

### Soulèvement de Senlis (1417)
En septembre 1417, Senlis était sous le contrôle des Armagnacs, avec Robert d'Esnes comme bailli et capitaine, commandant une garnison de 60 combattants. Après une escarmouche réussie contre les forces bourguignonnes de Jean de Luxembourg, le peuple de Senlis, ruiné par les lourds impôts imposés par le connétable Bernard VII d'Armagnac, se montra favorable au duc de Bourgogne, qui promettait d’abolir ces taxes et laissait ses troupes piller les biens des riches Armagnacs. Dans la nuit du 6 septembre 1417, Jean des Prés, décrit comme un homme « adroit et persuasif », incita les habitants à se soulever. Portant la croix de Saint-André, symbole bourguignon, ils attaquèrent la garnison de Robert d'Esnes, tuèrent neuf ou dix soldats, et emprisonnèrent le bailli et ses hommes. Grâce à l’intervention des notables de la ville, Robert d'Esnes fut libéré et se retira à Montépilloy avec sa garnison. Le lendemain, Jean de Luxembourg entra à Senlis, où il reçut l’obéissance des habitants et nomma Pierre de Maucroix nouveau bailli,,.
Le Religieux de Saint-Denis mentionne Jean des Prés comme un instigateur clé du soulèvement, mais l’identifie à tort comme prévôt des marchands, une charge qui n’existait pas à Senlis à cette époque. Cette erreur suggère une possible confusion avec un autre individu ou une exagération de son statut, bien qu’il soit probable qu’il était un notable influent.

### Service auprès du seigneur de Vieuxpont et exécution (1417)
Après le soulèvement, Jean des Prés quitta Senlis, de gré ou de force, et entra au service du seigneur de Vieuxpont, gouverneur de Champagne pour le duc de Bourgogne. Peu après la reprise de Beaumont-sur-Oise par les Armagnacs, dirigés par Bernard VII d'Armagnac et Raimonet de la Guerre, le 30 septembre 1417, Jean des Prés fut chargé de porter un message secret à Jean sans Peur. Escorté par des hommes d’armes, il captura des connaissances portant la croix droite (symbole armagnaque) et tenta de les emmener à Beaumont, croyant la ville toujours aux mains des Bourguignons. Cependant, les Armagnacs, qui contrôlaient désormais la place, le firent prisonnier. Conduit à Paris, il fut jugé pour trahison et décapité le 6 octobre 1417,.